# Platanthera bifolia
Platanthera bifolia (lan bướm nhỏ) là một loài lan thuộc chi Platanthera và có quan hệ họ hàng với chi Orchis, trước đó nó được phân vào chi Orchis và cả chi Habenaria. Loài lan này phân bố trên khắp Châu Âu và vùng Maroc. Tên gọi chi Platanthera là từ tiếng Hy Lạp, nghĩa là "bao phấn rộng", còn tên loài bifolia có nghĩa là "2 lá".

## Đặc điểm
Loài Platanthera bifolia không thể nhầm lẫn với loài Platanthera chlorantha (lan bướm lớn) được mặc dù chúng có cùng kích thước, loài này được phân biệt nhờ có hai lá gốc màu xanh nhạt, đặc biệt là phần chóp lá ngắn và rộng hơn các loài khác. Một cây thường có khoảng 25 hoa màu trắng với 1 cánh hoa mỏng màu xanh lục hơi vàng. Lá đài trên tạo với cánh hoa thành hình tam giác như một mui xe bao lấy những nhị hoa nằm song song và sát nhau bên dưới, làm che khuất phần cựa hoa dài và thẳng. Hoa tỏa hương thơm về đêm, nhưng thành phần hóa học của mùi hương khác với loài Platanthera chlorantha cho nên chúng thu hút những loài côn trùng thụ phấn khác nhau.

## Những giống lai tạo
Hiếm có loài lan được lai tạo giữa Platanthera bifolia với các loài khác. Tuy nhiên cũng đã từng có loài lai giữa loài này với loài Coeloglossum viride (lan nhái) thực hiện tại đảo South Uist, Scotland vào năm 1949 và cũng có thể lai với loài Dactylorhiza fuchsii và Dactylorhiza maculata.

## Môi trường sống
Platanthera bifolia có môi trường sống rộng, chịu được điều kiện đất chua tốt hơn so với Platanthera chlorantha. Chúng được tìm thấy ở những vùng đất cỏ, đất rừng (đặc biệt là rừng Beech ở miền Nam nước Anh, ở những đồng cỏ trên đồi có độ cao lên đến 400 m, trên những vùng heathland, moorland, và vùng đồng cỏ đầm lầy.

## Sự thụ phấn
Hương hoa thu hút một số loài thuộc họ bướm đêm Sphingidae, chúng bay chập chờn phía trước hoa và đậu chân trước lên môi hoa. Bướm thọc vòi vào cựa hoa và giữa các nhị hoa làm phấn hoa rơi ra. Ngoài ra còn có vài loài bướm đêm khác thuộc họ Pyralidae cũng giúp hoa thụ phấn.

## Bảo tồn
Loài này bị suy giảm nghiêm trọng, đặc biệt là ở miền Trung và miền Nam nước Anh, hậu quả của việc lấn rừng và chăn thả gia súc quá mức ở vùng cao.

## Hình ảnh

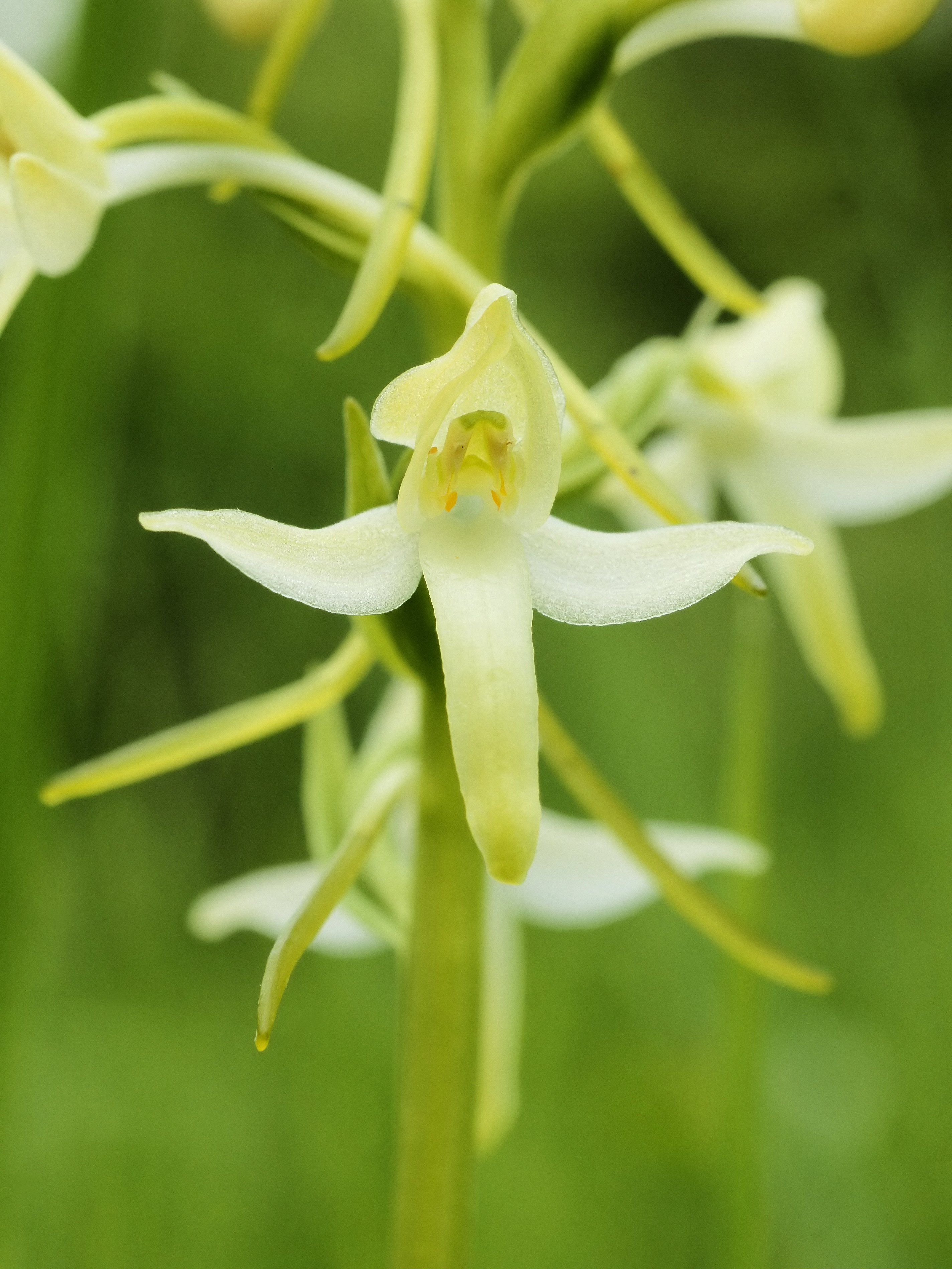
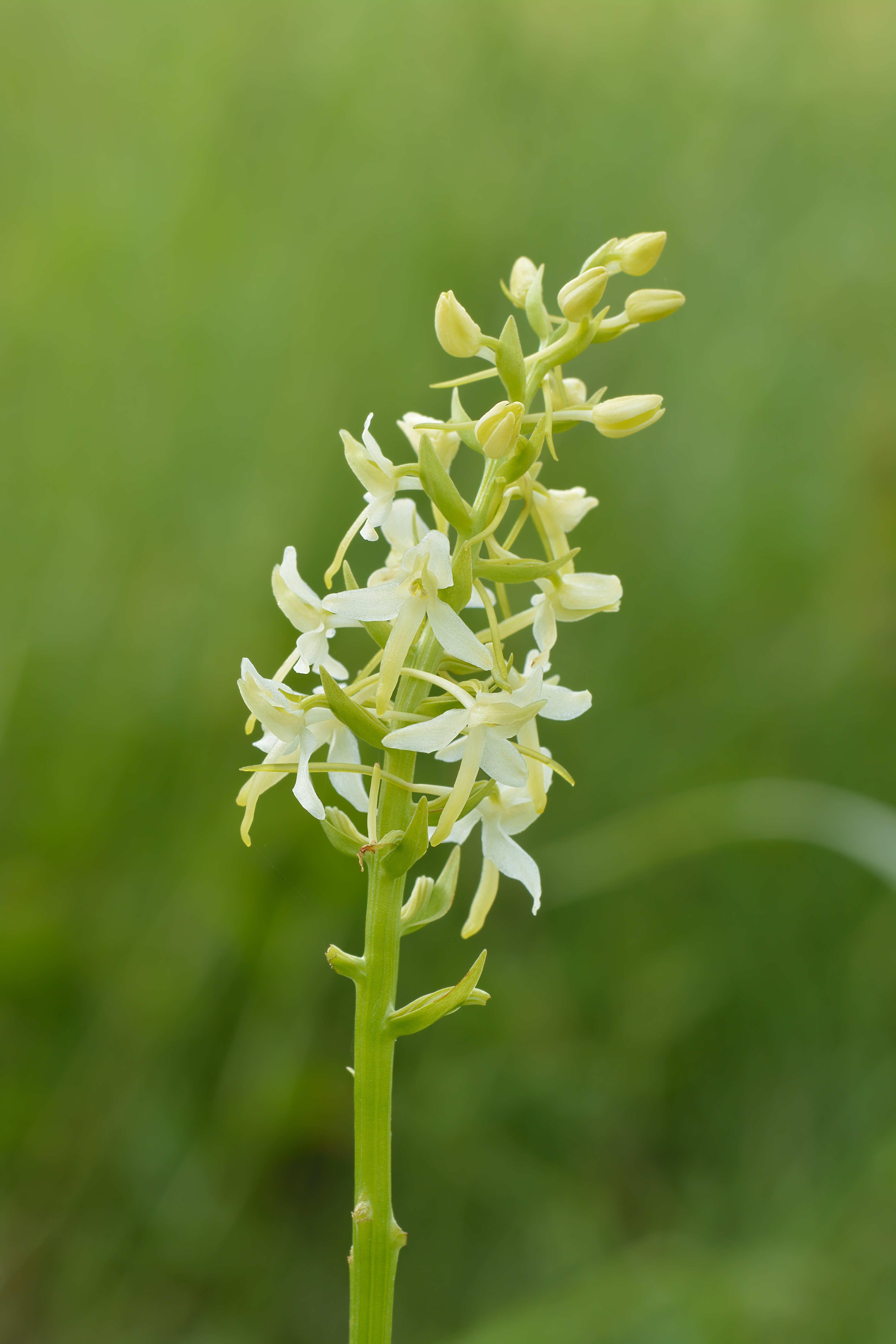
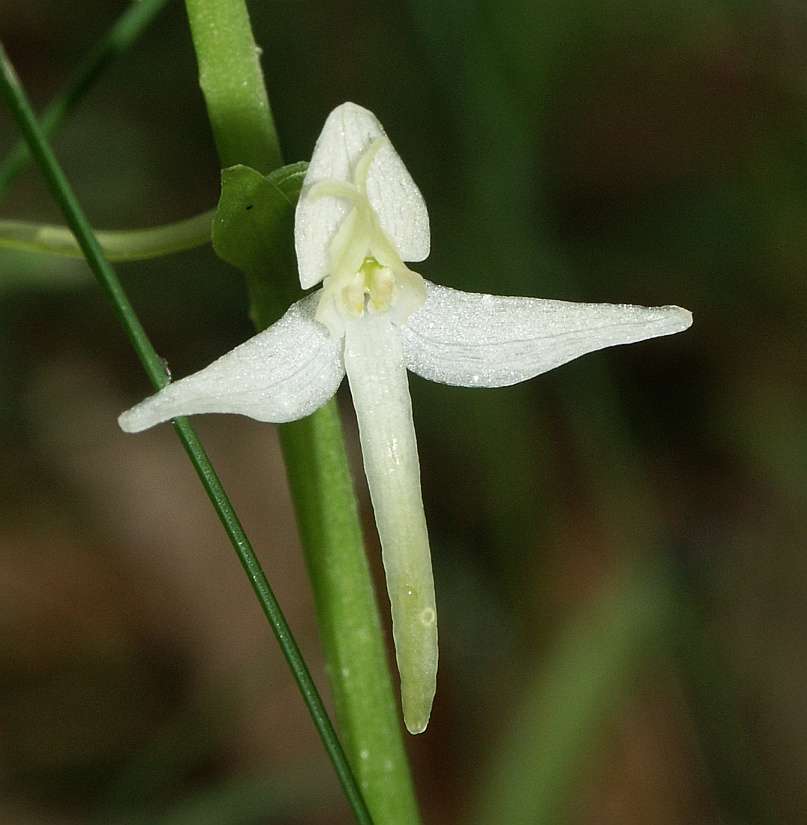
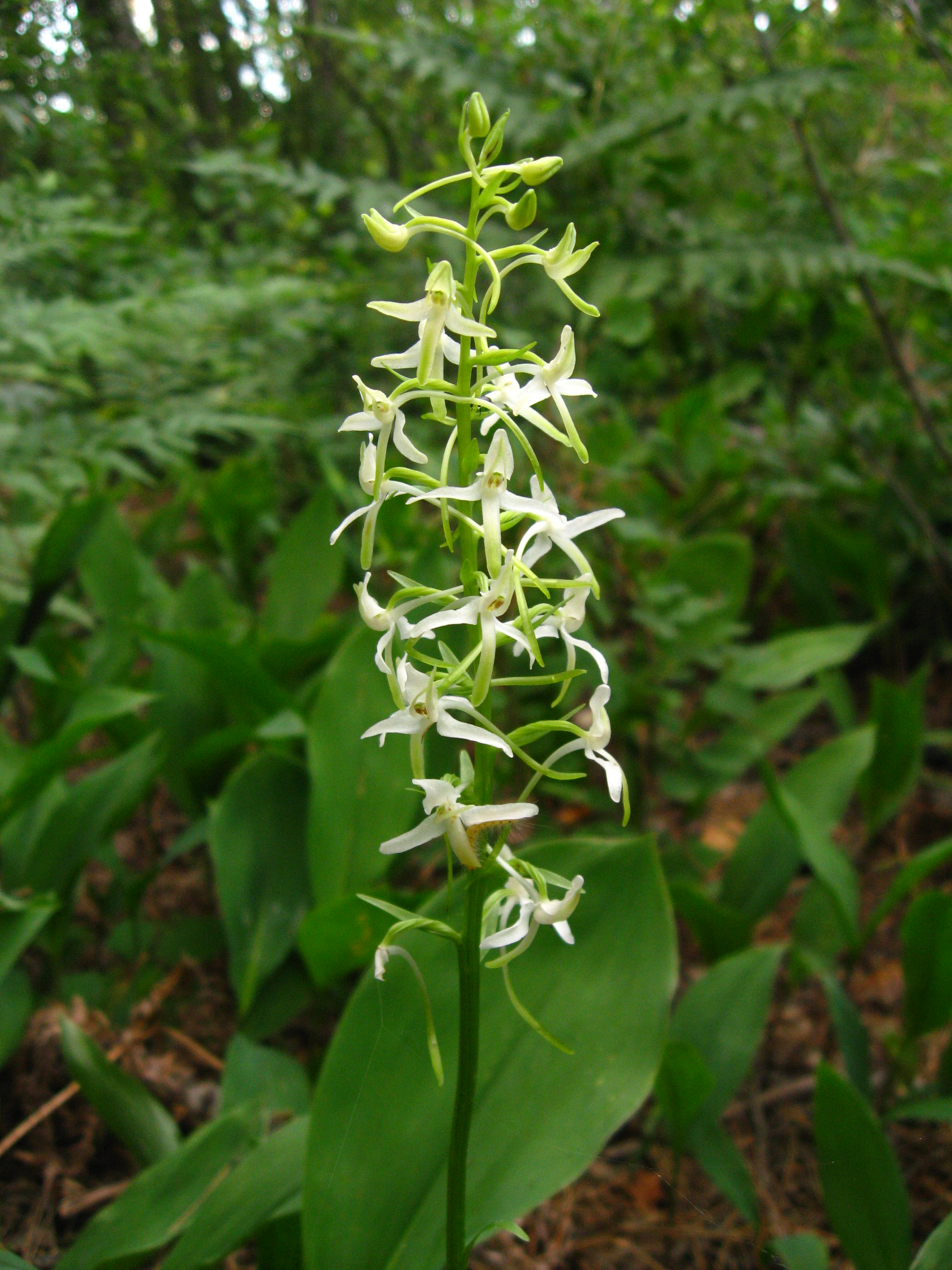

## Chú thích

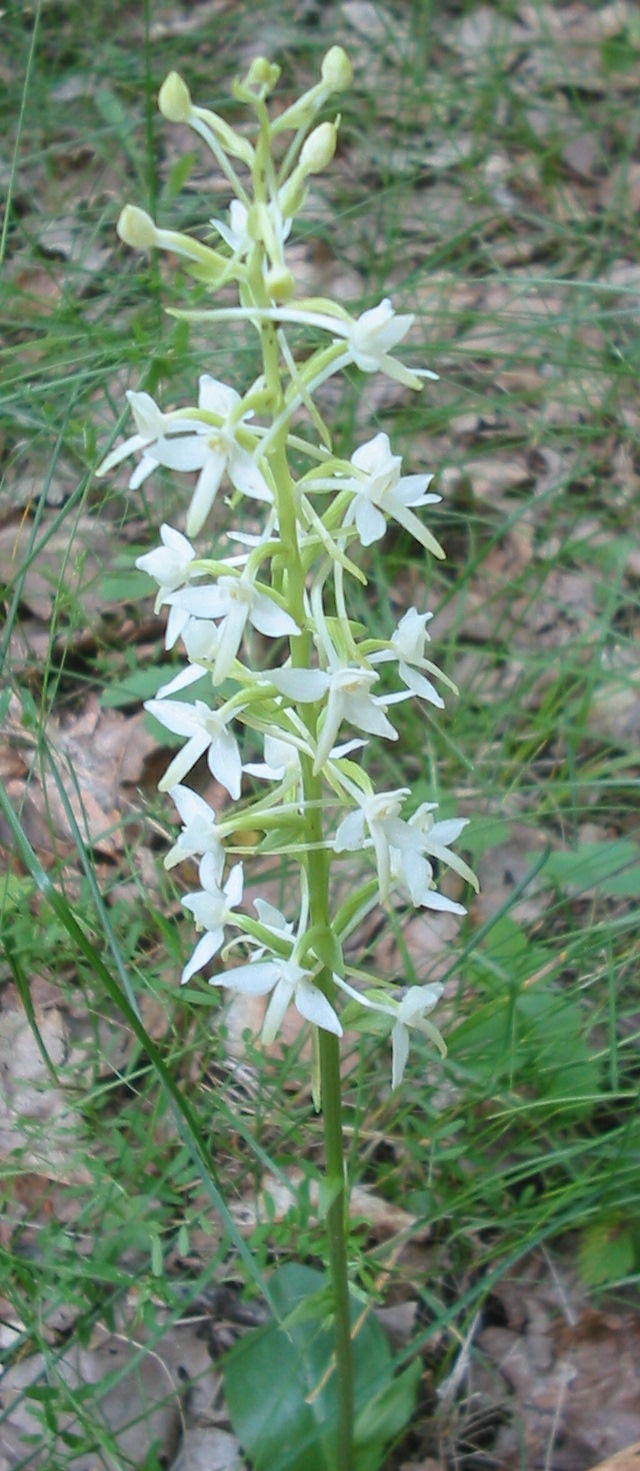
Platanthera bifolia, plant